# Режь и беги
«Режь и беги» — кинофильм. Фильм также известен под названиями «Дикое амазонское приключение» и «Прямо в ад».

## Сюжет
Журналистка и фотограф начинают собственное расследование пропажи сына продюсера одного телеканала. Журналистское расследование приводит героев в джунгли Южной Америки, где кроме свирепых аборигенов они встречаются с представителями наркомафии.

## В ролях
- Лиза Блаунт — Френ Хадсон
- Леонард Мэнн — Марк Людман
- Уилли Амес — Томми Алло
- Карен Блэк — Кэрин
- Майкл Берриман — Квечо
- Ричард Линч — Колонел Брайн Горн
- Ричард Брайт — Боб Алло

## Релизы на DVD
Релиз на DVD состоялся 8 января 2002 года для первого региона под лейблом Anchor Bay Entertainement. Звук воспроизводится в формате 2.0, при чём на DVD также присутствует оригинальная, итальянская, озвучка.
Помимо самого фильма на DVD представлены также следующие бонусы:
- Предисловие режиссёра;
- Биография режиссёра;
- Шестнадцатиминутная лента «Uncut and Run».

## Локализованные названия
- Аргентина — Cut and Run
- Франция — La jungle blanche
- Португалия — Inferno em Directo
- Финляндия — Kuvaa ja pakene!
- Англия — Straight to Hell[2]

## Внешние ссылки
- Фильм на сайте Афиша.ру
- Фильм на сайте Фильм.ру